# Dragana Stanković

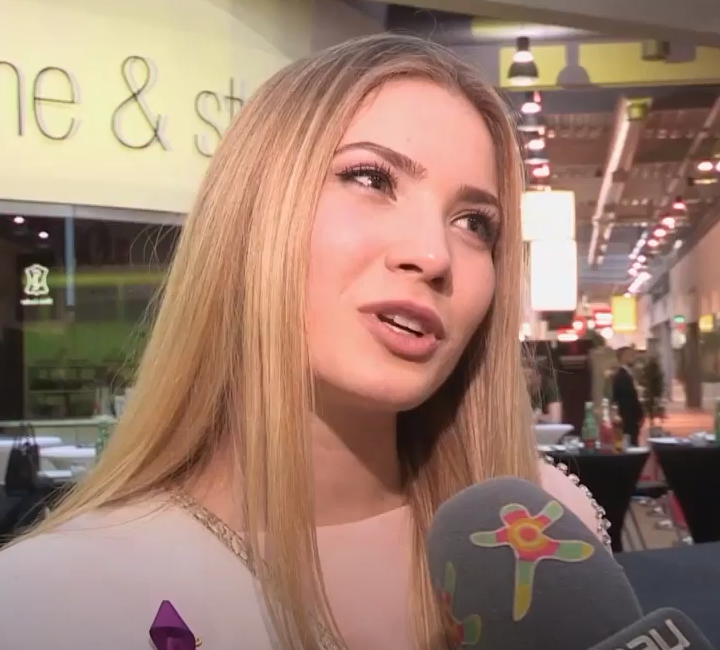
Dragana Stanković, 2017

Dragana Stanković (* 25. Juni 1996 in Wien) ist ein österreichisches Model. Sie ist die Miss Austria 2016 und vertrat Österreich bei der Wahl zur Miss World 2016 in Washington, D.C.

## Leben
Dragana Stanković wuchs in einer kleinen Wohnsiedlung in Traiskirchen auf. Ihre Eltern kamen ursprünglich aus Serbien. Sie hat einen älteren Bruder und eine jüngere Schwester. Die Handelsakademie in Baden (Niederösterreich) schloss sie 2015 mit ausgezeichnetem Erfolg ab. Sie studiert an der Wirtschaftsuniversität Wien.

## Karriere
Dragana Stanković stieg im Juli 2013 in eine internationale Modelagentur in Wien ein. Im April 2016 wurde sie zur Vize-Miss Niederösterreich gewählt. Der Durchbruch gelang ihr am 23. Juni 2016, als sie sich gegen 18 Konkurrentinnen durchsetzte und zur Miss Austria 2016 gekürt wurde.
Seit der Miss-Austria-Wahl 2016 ist Dragana Stanković international in der Modelbranche aktiv und kann zahlreiche internationale Veröffentlichungen als Model und Werbegesicht für namhafte Kunden verzeichnen.
Im Januar 2018 wurde Dragana Stanković von der Modelagentur Stellamodels unter Vertrag genommen.
Im gleichen Jahr entschloss sie sich, im Zuge ihres Studiums ein Auslandssemester zu machen, und wurde in Mailand von der privaten Eliteuniversität Università Commerciale Luigi Bocconi aufgenommen. Sie nutzt diese Gelegenheit auch, um eine internationale Modelkarriere aufzubauen. In Mailand wird sie von der Modelagentur Elite Models vertreten. Zudem unterzeichnet Dragana Stanković im Jahr 2019 einen Vertrag mit der Modelagentur Louisa Models in Deutschland, welche seit 2022 ihr Management übernimmt.
2021 gründet Dragana Stanković ihre eigene Modemarke Dragana Stankovic Collection.